# 헌성자열황후
헌성자열황후 오씨(憲聖慈烈皇后 吳氏, 1115년 ~ 1197년 12월 12일(음력 11월 2일))는 남송 고종의 황후이다. 고종, 효종, 광종, 영종 4대에 걸쳐 생존하여 전한의 효소황후, 효원황후와 더불어 황제의 법적증조모로 생존한 태황태후이기도 하다.

## 생애

### 황후 이전
개봉 사람으로 똑똑하고 용맹한 성격으로 훗날 고종이 되는 강왕 조구의 총애를 받았다. 고종이 1127년 남송을 건국하고 즉위하자 고종의 후비가 되었다. 고종이 아이를 낳을 수 없었기에 태조 조광윤의 7세손인 조신과 조거를 양자로 입적하였고 두 아들을 차별없이 사랑하였다. 재인을 거쳐 귀비로 책봉되었다.

### 황후시절
고종은 정강의 변 당시 금나라로 끌려간 첫번째 부인인 형병의를 그리워하였고, 형병의는 남송으로 탈출하는 대신 조훈에게 자신의 귀걸이 한 쪽을 남편인 고종에게 전달해줄 것을 부탁하였다. 조훈이 형병의의 귀걸이를 고종에게 전달하자 고종은 뼈에 그리게 사무쳐하며 형씨를 황후로 책봉하였다.
1142년, 남송과 금나라 사이에 화의가 성립되어 고종의 생모 위귀비가 금나라에서 송환되면서 이미 사망한 며느리 형씨의 죽음을 알렸다. 고종은 정실 부인 형씨가 죽자 헌절황후(憲節皇后)로 추존하고, 재상 진회와 위귀비의 추천을 받아 1143년 오랫동안 공석이었던 황후의 자리에 오씨를 책봉하였다.

### 태상황후시절
1162년 고종이 양자 효종(孝宗)에게 선위하면서, 태상황후로 진봉되었고 수성태상황후(壽聖太上皇后)의 존호를 받았다. 1171년에는 수성명자(壽聖明慈)의 존호가 추가되고 1175년에는 60세의 탄생을 축하하며 수성제명광자(壽聖齊明廣慈)의 존호가 추가되었다. 1187년 고종이 붕어하면서 고종의 유조에 의하여, 태상황후에서 황태후로 개칭되었다. 1189년 효종이 아들 광종(光宗)에게 선위하였다.

### 태황태후시절
1194년 여름 태상황이었던 효종이 붕어하자, 오 태후는 태황태후가 되었고 수성태황태후(壽聖太皇太后)의 존호가 올려졌다. 이 시기에 잠시동안 수렴청정을 하였다. 손자 광종이 정신질환을 앓고 판단력이 흐려져, 황후 이씨에게 지배당하면서 아버지 효종과의 사이가 나빠지고, 병환을 핑계로 효종의 상을 주관하지 않자, 대신들은 태황태후에게 광종의 폐립을 건의하고 조여우와 한탁주를 중심으로 광종의 아들인 조확과 광종의 조카 조병을 황제의 후보에 올렸다. 태황태후 오씨는 조확을 지지하였고 법적 증손자인 영종(寧宗)이 즉위하였다. 1195년 한탁주와 대립관계에 있던 조여우가 좌천되고 한탁주가 정권을 잡아 재상이 되었는데, 한탁주는 태황태후의 오씨의 조카이며 영종의 황후인 공숙황후와 같은 가문이었으므로 한탁주가 태황태후와 황후의 권세를 믿고 권력을 휘둘렀다.
1197년(경원 3년) 11월, 83세의 나이로 사망하였다. 시호는 헌성자열(憲聖慈烈)이며 영사릉(永思陵)에 묻혔다.

## 가계

### 부모
- 부 : 오근(吳近)
- 모 : 장씨(張氏)

### 남편
- 고종(高宗, 1107년 ~ 1187년) : 남송의 초대황제

### 양자
1. 효종(孝宗) 조신(趙眘[3], 1127년 ~ 1194년) : 남송의 제2대 황제
2. 신왕(信王) 조거(趙璩[4], 1130년 ~ 1188년)